# Hội âm nhạc Henryk Wieniawski tại Poznań

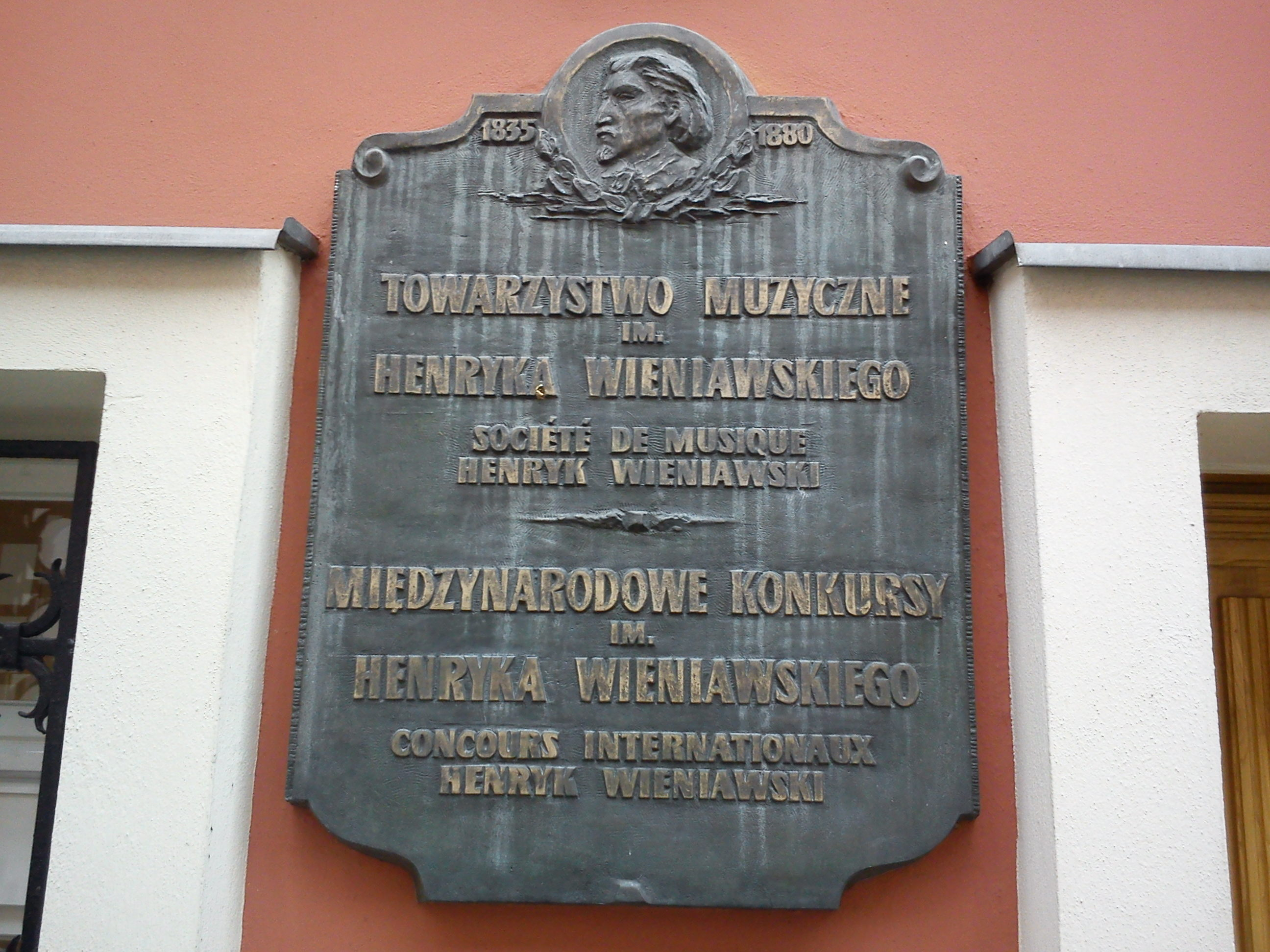
Tấm biển trụ sở hội tại phố Świętosławska, Poznań

Hội âm nhạc Henryk Wieniawski tại Poznań (tiếng Ba Lan: Towarzystwo Muzyczne im. Henryka Wieniawskiego w Poznaniu) là hội âm nhạc hoạt động từ năm 1960 tại thành phố Poznań . Người đứng đầu hội là Henryk Wieniawski - nhà soạn nhạc và nghệ sĩ violin người Ba Lan.

## Lịch sử
Hội âm nhạc Henryk Wieniawski tại Poznań thành lập vào ngày 12 tháng 11 năm 1960.
Người sáng lập và chủ tịch đầu tiên của hội là Tadeusz Szeligowski . Người kế nhiệm lần lượtlà: Edward Statkiewicz, Stefan Stuligrosz, Mieczysław Dondajewski, Jadwiga Kaliszewska, Andrzej Wituski, Bartosz Bryła và Alina Kurczewska. Văn phòng của Hội do: Włodzimierz Hubicki, Edmund Grabkowski, Zdzisław Dworzecki, Michał Merczyński, Andrzej Wituski và Ewa Mikołajczak đứng đầu.

## Mục tiêu của hội
Mục tiêu của hội gồm:
- phổ biến văn hóa âm nhạc và mở rộng kiến thức về âm nhạc, đặc biệt chú trọng đến các tác phẩm của Henryk Wieniawski,
- truyền cảm hứng, thúc đẩy việc sáng tác và biểu diễn violin,
- giáo dục, quảng bá và phổ biến kiến thức và văn hóa âm nhạc,
- hỗ trợ và thúc đẩy các nghệ sĩ âm nhạc, đặc biệt là nghệ sĩ violin và nghệ nhân thiết kế violin.

Hội là cơ quan tổ chức:
- Cuộc thi chơi đàn Violin Quốc tế Henryk Wieniawski ,
- Cuộc thi thiết kế Violin Quốc tế Henryk Wieniawski .

## Trụ sở chính
Hội có trụ sở tọa lạc tại số 7 phố Świętosławska, Poznań, trong Khu Phố Cổ, gần Quảng trường Stary Rynek.